# 9499 Excalibur
9499 Excalibur (1269 T-2) là một tiểu hành tinh vành đai chính được phát hiện ngày Sept. 29, 1973 bởi C.J. van Houten ở Palomar.